# ローラ・セコール

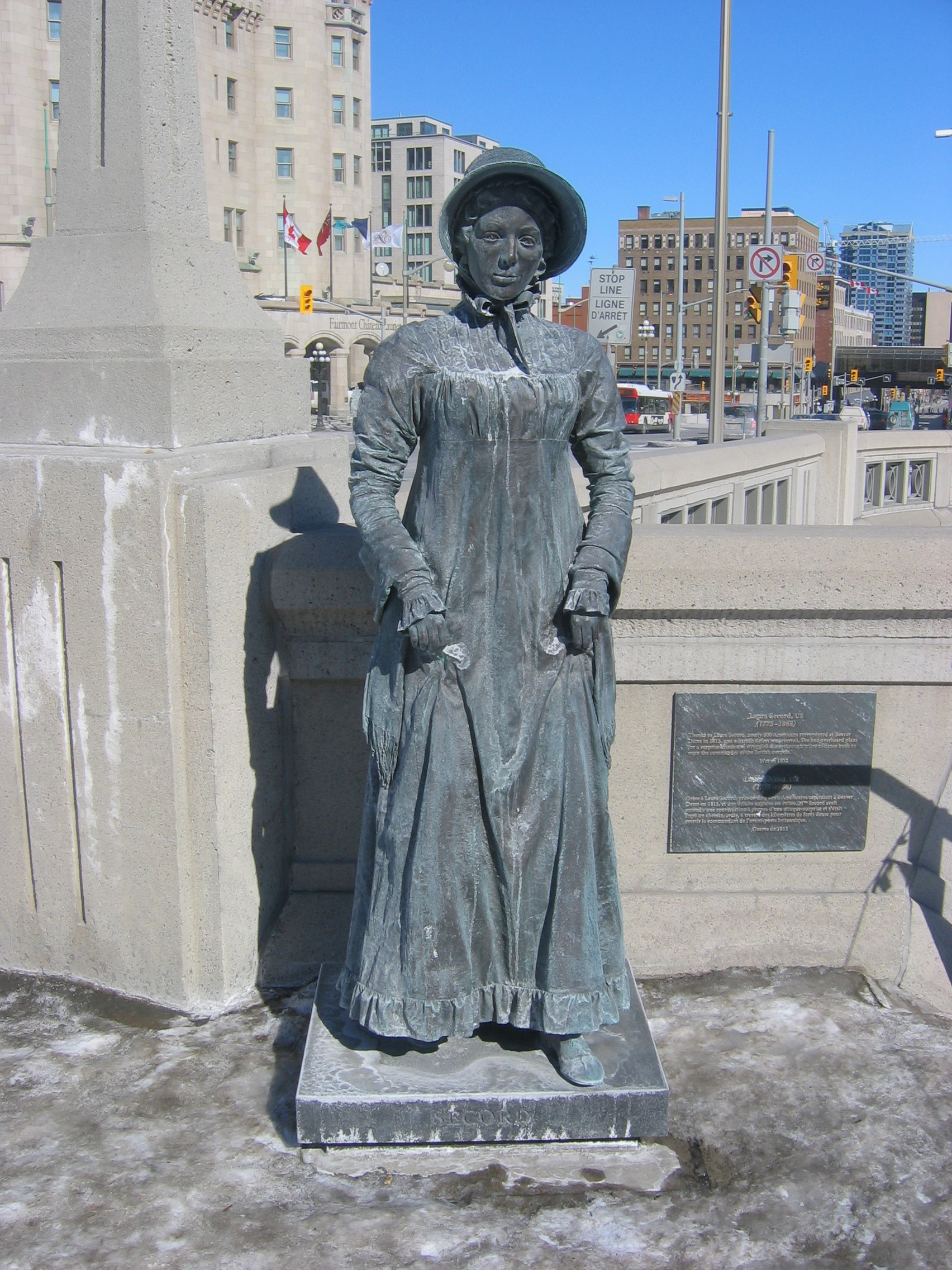
オタワにあるローラ・セコードの銅像

ローラ・セコード（英:Laura Ingersoll Secord、1775年9月13日 - 1868年10月17日）は、米英戦争で功績を称えられたカナダの王党派女性である。カナダのポール・リビアとも言われている。

## 生い立ち
ローラは1775年に、当時はイギリスの植民地であったアメリカ合衆国マサチューセッツ州グレート・バーリントンで生まれた。ローラの父トマス・インガーソルはアメリカ独立戦争の後で苦境に立ち、1795年に家族ごとカナダに移住した。ローラは1797年に王党派のジェイムズ・セコードと結婚した（インガーソル家は王党派ではなかった）。セコードはバトラーズ・レンジャーズの士官の息子であった。ジェイムズ・セコードとローラはアッパー・カナダ（今日のオンタリオ州）のクィーンストンに住み、インガーソル家は今日のオンタリオ州インガーソルの開拓地に入った。1812年10月13日、ジェイムズ・セコードは米英戦争の初期の戦闘、クィーンストン・ハイツの戦いで負傷した。

## ビーバーダムズ
1813年6月、アメリカ軍が再びアッパー・カナダに侵攻してきて、セコードの家はアメリカ軍士官の宿舎に徴用された。ローラは、士官たちの話からアメリカ軍がビーバーダムズにいるジェイムズ・フィッツギボン中尉率いるイギリス軍を急襲する作戦を知った。その作戦が成功すればナイアガラ半島はアメリカ軍の支配下に入ってしまうものであった。ローラの夫はまだ傷が癒えていなかったので、ローラ自身がフィッツギボン中尉に急を知らせることにした。ローラはクィーストンを徒歩で出て、セントデイビッド、ホーマー、セントキャサリンズの町々およびナイアガラ断崖のショートヒルズを通って、同盟インディアンの宿営地に着き、そこからはインディアンの案内でフィッツギボンの本部へ導かれた。ローラの歩いた距離は約32kmにもなった。イギリス軍の小さな部隊とモホーク族インディアン戦士の大きな派遣部隊でアメリカ軍の攻撃に対する備えをし、その結果で起こったビーバー・ダムズの戦いではアメリカ軍兵士のほとんど全員を捕虜にすることになった。
この逸話がカナダの伝説となった。古い話では、ローラがアメリカ軍の警邏隊に質問された時の用心に家を離れた言い訳として牛を連れて出たという。また他の話では、隣町のセントデイビッドにいる病人を見舞う振りをして家を出たと言うが、これは在りそうな話である。別の話ではローラの行程の一部は裸足で歩いたとか、ナイアガラの断崖を登るのに6時間も掛けたという。
ローラ・セコードとジェイムズ・フィッツギボンは何年にもわたって、政府にこの話を何らかの形で認めてくれるよう請願したが無駄に終わった。1860年になって、ローラが85歳の時であるが、皇太子アルバート・エドワード、後のエドワード7世がカナダを旅行中にローラの逸話を耳にした。ナイアガラの滝近くのチッパワに立ち寄った皇太子は、ローラの英雄的な話と年取った未亡人としての窮状に気付かされ、後に100ポンドの賞金を送った。これがローラの生きているうちに受けた唯一の表彰であった。
ローラ・インガーソル・セコードはチッパワ村（今日のオンタリオ州ナイアガラ・フォールズ市）で93歳で亡くなった。
現在、ローラの家はウェランド川の堤にあって今も住居として使われており、ローラを記念する銘盤が表にある。ローラと夫のジェイムズが通ったホーリー・トリニティ教会には、その家族のものと共に二人の墓標がある。ローラと夫のジェイムズはオンタリオ州ナイアガラ・フォールズのドラモンドヒル墓地に埋葬されており、ランディーズ・レーンの戦いの記念碑の近くに、ローラの胸像を載せた記念碑がある。ナイアガラ・フォールズのランディーズ・レーン歴史博物館にはローラの家族からコーヒーカップと受け皿が提供され展示してある。クィーンストンの元の家は昔在った間取りで再建され、昔の暖炉も作られた。

## 大衆文化の中で
- カナダのテレビのコマーシャル･タイムで、60秒間の「歴史の1分間」という番組がローラ・セコードの伝説を放映した。
- 作家ハリイ・タートルダヴのもう一つの歴史小説シリーズ「タイムライン-191」で、登場人物がローラ・セコードの子孫であり、同じ名前を持ち、強い愛国者的情熱を持っている。
- 喜劇グループザ・キッズ・イン・ザ・ホールの寸劇「バラを咲かさないの?」では、タミーがローラ・セコードはバラを咲かさなかったと言っている。
- カナダのバンド、タングルフットは「愛の2度目の警告」という歌を演奏する。これは「森の中の音楽」というアルバムの中でローラ・セコードの逸話を歌っているものである。
- 1913年創業のチョコレート店がローラ・セコードの伝説にちなみ店名を「ローラ・セコード・チョコレート」としてトロントで開業。彼女の肖像画付きチョコレートを主力商品とし、現在ではカナダ最大のチョコレート店となった。

## 記念碑

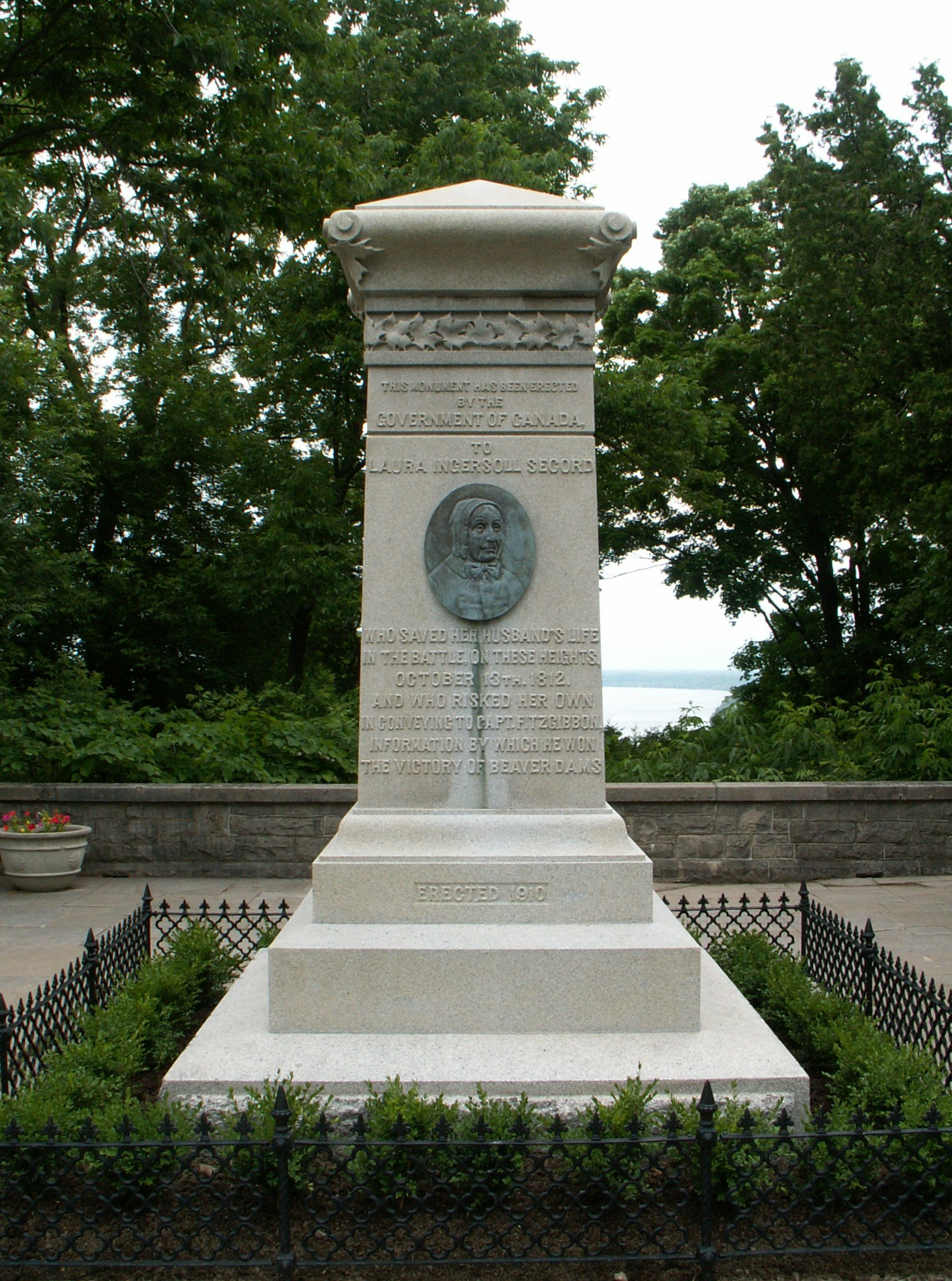
Laura Secord Monument

記事:セコード、ローラ、　アクトン・フリー・プレス、1901年6月27日、第3ページ、2段目
題名:ローラ・セコードを記念する碑
アレックス・セコード夫妻、T. E. M.セコード夫妻およびラチェルが土曜日にランディーズ・レーンに行きカナダのヒロイン、ローラ・セコードを記念する印としてそこに建てられた記念碑の除幕式に出席した。記念碑は形の良い花崗岩の柱であり、断面は矩形、高さは7フィート (2.1 m)、同じ花崗岩の台座に載っている。3面は研磨され、表面に碑文が刻まれている。柱の前面にはヒロインの実物大胸像がある。ローラの記憶を今に伝える友人や子孫の中で出席したのは、コーンウォール・フリーホールダーのC. W.ヤングの夫人でローラの一番下の娘の娘、アクトンのT. E. セコード、アレックス・セコード、従兄弟甥でソロルドのW. F.セコード、孫娘でトロントのローラ・クラークとゲルフのオーガスタ・スミス、またチッパワで長年セコード家の隣に住んでいたアンドリュー・カーノカンであった。彼らは皆、ランディーズ・レーン歴史協会の会長キャノン・ベル牧師によって、この歴史的な場所に集まった多くの人々に紹介された。除幕は州知事夫人Geo. W.ロスの手で行われた。この行事は大変大きな興味あるものとなった。